# Xã King, Quận Polk, Minnesota
Xã King (tiếng Anh: King Township) là một xã thuộc quận Polk, tiểu bang Minnesota, Hoa Kỳ. Năm 2010, dân số của xã này là 219 người.